# Kozelj (Ljig)
Pour les articles homonymes, voir Kozelj.
Kozelj (en serbe cyrillique : Козељ) est un village de Serbie situé dans la municipalité de Ljig, district de Kolubara. Au recensement de 2011, il comptait 390 habitants.

## Démographie

### Évolution historique de la population
| 1948 | 1953 | 1961 | 1971 | 1981 | 1991 | 2002 | 2011 |
| ---- | ---- | ---- | ---- | ---- | ---- | ---- | ---- |
| 809  | 817  | 822  | 759  | 697  | 552  | 476  | 390  |

|  |